# Karl Christian Andreae

Karl Christian Andreae

Karl Christian Andreae (* 3. Februar 1823 in Mülheim (Rhein); † 23. Mai 1904 in Sinzig) war ein deutscher Maler der Düsseldorfer Schule.

## Leben
Karl Andreae sollte ursprünglich der Familientradition entsprechend Kaufmann werden. 1833 wurde er daher nach Köln auf die Höhere Bürgerschule geschickt. Er selbst hingegen zeigte schon früh ausgeprägte künstlerische Neigungen. Nachdem er wegen einiger Karikaturen, die er von Lehrern gemacht hatte, im Karzer landete, floh er von der Schule. Daraufhin gaben die Eltern seinen Neigungen nach und schickten Andreae auf die Kunstakademie nach Düsseldorf. Dort studierte er von 1839 bis 1844 bei Carl Ferdinand Sohn und Wilhelm von Schadow. Nach Beendigung seiner Ausbildung hielt sich Andreae von 1845 bis 1848 zu einem Studienaufenthalt in Rom auf. Durch von Schadow kam er in Kontakt mit der dortigen Künstlerkolonie der romantisch-religiös orientierten Nazarener, insbesondere mit Peter von Cornelius und Friedrich Overbeck. Auch den vier Jahre älteren Karl Lindemann-Frommel lernte Andreae in Rom kennen. Dieser regte ihn zu Studien italienischer Landschaften an. In Rom gehörte er zu den Gründern des Deutschen Künstlervereins.
Aus Italien zurückgekehrt, hielt sich Andreae im Frühling 1848 einige Zeit in Hannover auf, wo er durch die Familie von Arnswaldt auch Wilhelm und Jacob Grimm kennenlernte. Von Hannover aus wollte er weiter nach Berlin, um mit Peter von Cornelius zusammenzuarbeiten. Aufgrund der politischen Ereignisse von 1848 entschlossen sich jedoch beide, wieder nach Rom zu gehen. Nach der Belagerung und Besetzung Roms durch die Franzosen im Juli 1849 kehrte Andreae dauerhaft nach Deutschland zurück. Von 1849 bis 1856 lebte er in Berlin, wo er 1853 die aus Rheydt stammende Maria Elvira Dilthey (1835–1907) heiratete, mit der er zehn Kinder hatte.
1856 zog Andreae nach Dresden, wo er mit Ludwig Richter, Julius Schnorr von Carolsfeld, Eduard Bendemann und Julius Hübner einen großen Kreis befreundeter Maler vorfand. Er gründete einen Verein für kirchliche Kunst (der bis heute besteht) und trat dem sächsischen Altertumsverein bei. Bald kam er auch in Kontakt mit der Königin-Witwe Maria Leopoldine, der Königin Amalie Auguste und schließlich mit König Johann I. von Sachsen. Neben zahlreichen Altarbildern für sächsische Dorfkirchen schuf er auch eine Reihe von Werken für den sächsischen Hof, darunter zwei Aquarelle für das Dante-Album des Königs. In dieser Zeit bekam Andreae auch Kontakt zu Großherzog Friedrich Franz II. von Mecklenburg-Schwerin, der ihn mit der Restaurierung zahlreicher mecklenburgischen Kirchen beauftragte, wodurch er sich verstärkt der Wand- und auch der Glasmalerei zuwandte. Nach dem Tode seiner Mutter im Jahre 1881 übernahm Andreae das Gut Helenaberg bei Sinzig, wo er seine letzten Lebensjahre verbrachte.
Andreae trug den Titel eines Professors. Ferner erhielt er in Anerkennung seiner Sanitätsdienste in den Kriegen von 1866 und 1870/71 von Österreich, Sachsen und Preußen mehrere Orden verliehen.
Er verstarb 1904 im Alter von 81 Jahren. Die Familiengrabstätte befindet sich auf dem Kölner Melaten-Friedhof. Paul von Andreae war ein Neffe von ihm.

## Werk

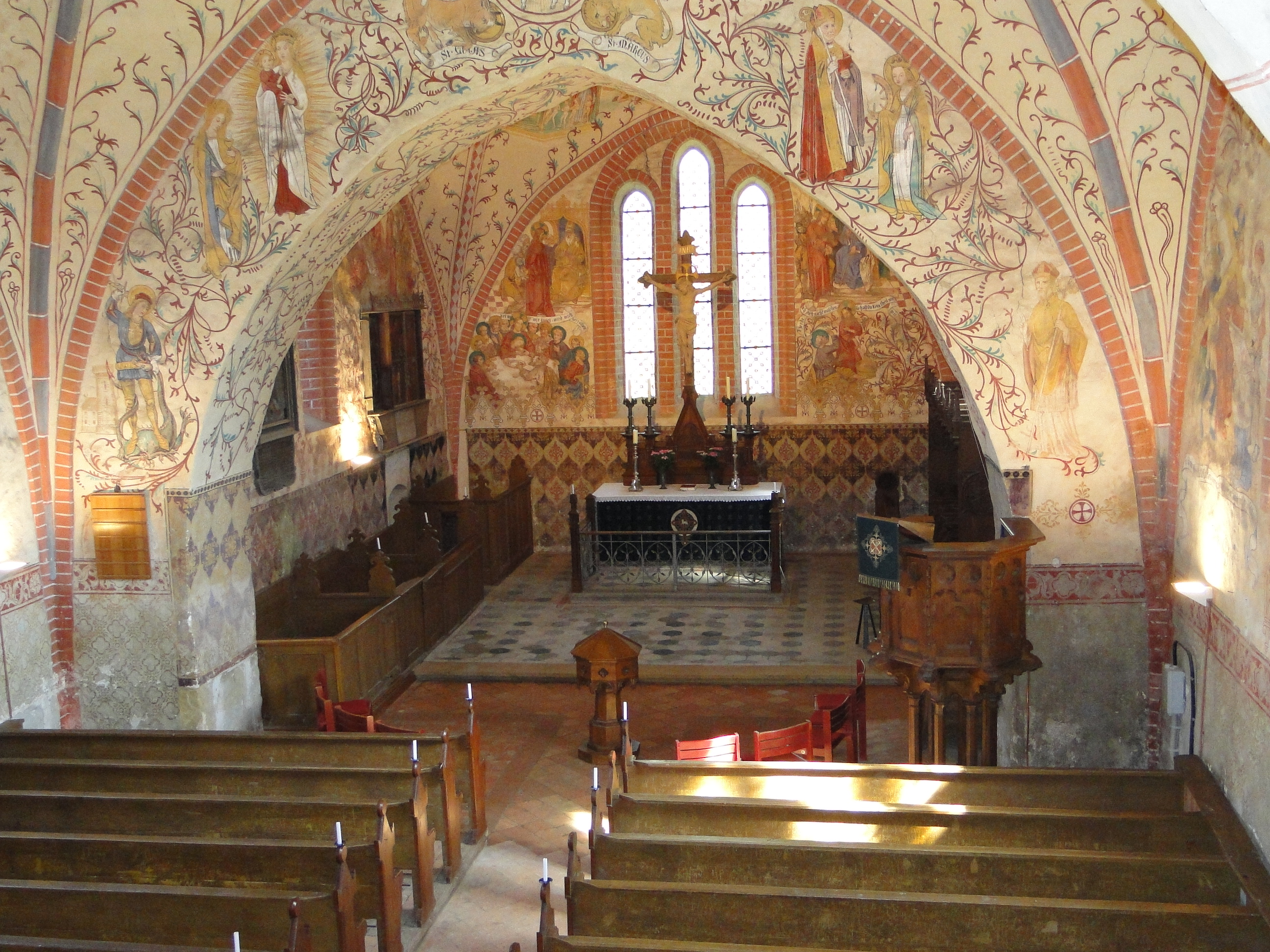
Dorfkirche Lohmen, Blick zum Chor (2011)

Karl Andreae schuf in erster Linie religiös-historische Gemälde, aber auch zahlreiche Porträts. Durch seinen Düsseldorfer Lehrer Schadow und durch den Kontakt zu Cornelius und Overbeck stand er der Stilrichtung der Nazarener nahe. Daneben beeinflusste aber auch der Kontakt zu Romantikern wie Lindemann-Frommel, Richter und Julius Schnorr von Carolsfeld sein Werk. Zudem kam er durch den Juristen und Politiker August Reichensperger, den er in Düsseldorf kennengelernt hatte, in Verbindung mit dem Frankfurter Maler Eduard von Steinle, von dem er unter anderem die Wachstempera-Behandlung für monumentale Wandmalerei erlernte.
Von Andreaes Gemälden sind besonders folgende Werke zu erwähnen:
- Petri Predigt (1843)
- Porträt seiner Mutter Johanna Theresia Andreae, geb. Rhodius (1843)
- Porträt seiner Cousine Pauline von Weiler, geb. Andreae, und ihres Mannes Carl von Weiler (1844/45)
- Das Almosen der Witwe und des reichen Mannes
- Besuch der Maria bei Elisabeth
- Porträt von Wilhelm Grimm

Neben zahlreichen Einzelgemälden widmete sich Andreae insbesondere der Wand- und Glasmalerei, dabei vor allem der Ausmalung und Ausschmückung von Kirchen. Anfang 1872 wurde der aus Zwickau stammende Architekt Gotthilf Ludwig Möckel mit der inneren Restaurierung der Dorfkirche Lohmen in Mecklenburg beauftragt. Nach der Entdeckung alter Wand- und Gewölbemalereien wurde der von Möckel vorgeschlagene in Dresden tätige Historienmaler Karl Christin Andreae mit der Wiederherstellung der Gemälde mit 111 Figuren beauftragt.
Hier sind besonders zu erwähnen:

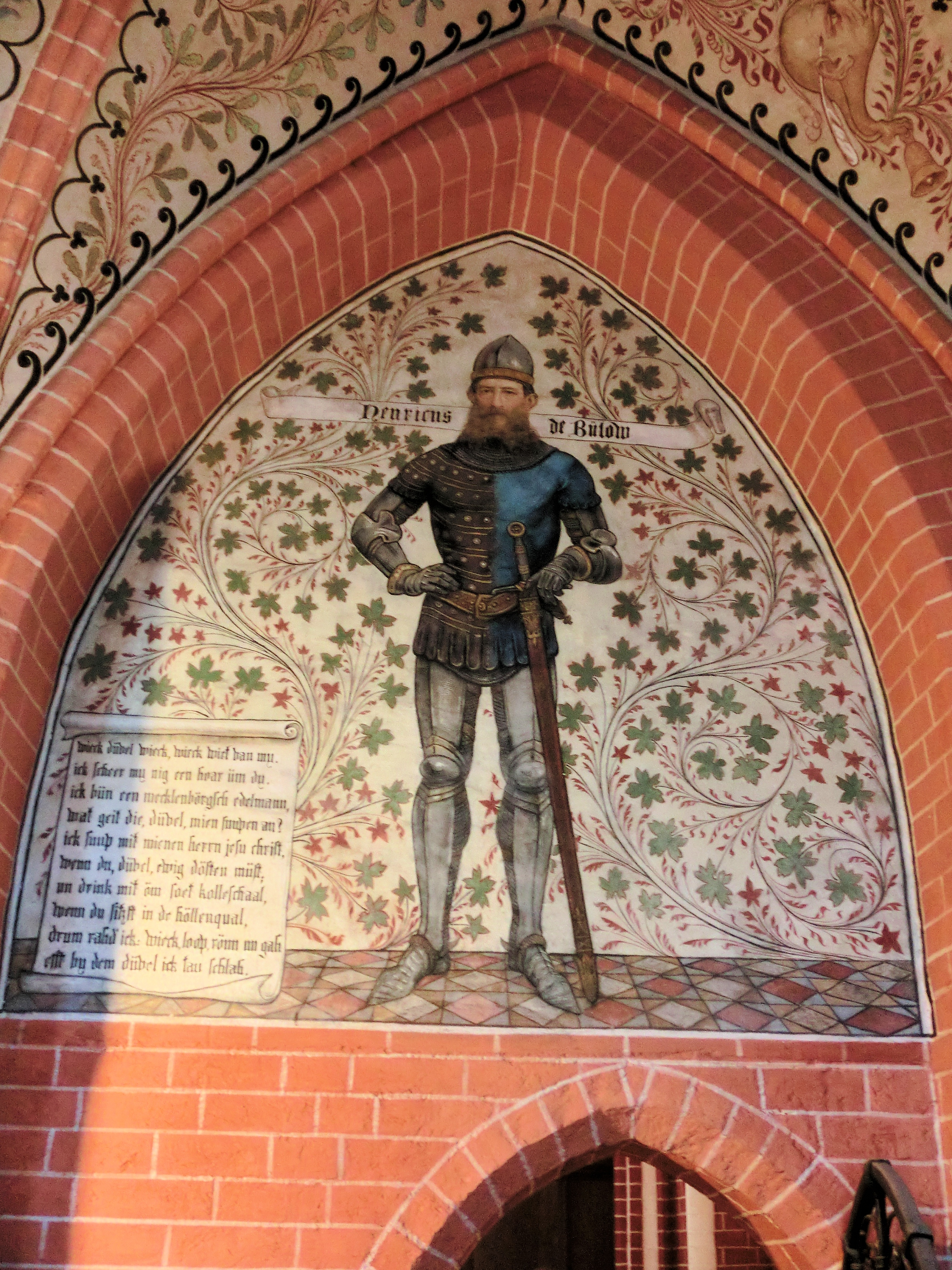
Ausmalung der Bülow-Kapelle 1873 im Doberaner Münster (2012)

- vier Wandgemälde im Schloss zu Sinzig (1863–65)
- zwei Wand- und ein Deckengemälde in der Ev. Kirche zu Kapern, Lüchow-Dannenberg (1870)
- Restaurierung der von 1450 stammenden Wand- und Deckenmalereien in der Dorfkirche Lohmen (1872–1874). Vorher wurde von ihm in Mecklenburg noch keine so große und umfangreiche Restauration ausgeführt.[6]
- Dorfkirche Dreveskirchen, Glasmalerei mit zwei Aposteln als Ganzfiguren in der Dreifenstergruppe im Chor um 1870, Altargemälde mit triumphierendem Christus und Medaillons der Apostel auf der Leibung des Triumphbogens zwischen Chor und Schiff 1873.
- Dorfkirche Sietow, Altargemälde mit Christus und Petrus im See Genezareth 1873.[7]
- die Bülow-Kapelle im Doberaner Münster[8]
- das Beinhaus zu Bad Doberan
- Altarbild Christus in Gethsemane 1878 in der Dorfkirche Holzendorf bei Müsselmow
- die Kathedrale zu Fünfkirchen in Ungarn (1886–92)
- die Kapelle des Schlosses Mosdós in Ungarn
- der Chor der neuen Christuskirche zu Köln

### Illustrationen (Auswahl)
- In: Deutsche Dichtungen mit Randzeichnungen deutscher Künstler. – Düsseldorf : Buddeus, (Bände 1-2) 1843. Digitalisierte Ausgabe der Universitäts- und Landesbibliothek Düsseldorf

### Ungedruckte Quellen
- Landeshauptarchiv Schwerin (LHAS)
  - LHAS 3.2-3/1 Landeskloster/Klosteramt Dobbertin 7.25 Kirche und Pfarre zu Lohmen, Nr. 3843 Ausstattung und Einweihung der Kirche zu Lohmen.
  - LHAS 5.2-11 Landtagsverhandlungen, Landtagsversammlungen, Landtagsprotokolle und Landtagsbeschluß.
  - LHAS 10.09 L/06 Personennachlass Lisch, Friedrich Nr. 59 Kirche zu Lohmen und Briefe von Karl Andreae aus Dresden.